# Roxane Duran
Roxane Durán (Parigi, 27 gennaio 1993) è un'attrice francese con cittadinanza austriaca.

## Biografia
Roxane Duran è nata a Parigi, da padre spagnolo e madre austriaca. Ha studiato recitazione dall'età di sei anni, nel 2007 si iscrive all'accademia Cours Florent e in seguito studia all'École Jeannine-Manuel.
A quindici anni, Michael Haneke gli offre il suo primo ruolo nel film storico tedesco Il nastro bianco, premiato l'anno successivo con una Palma d'oro al Festival di Cannes 2009.
Dal 2017 al 2019 ha interpretato Adriana Clios accanto a Julia Stiles, Iwan Rheon e Adrian Lester nella serie britannica Riviera, ideata da Neil Jordan per Sky.
Nel 2022 è nel cast del film La signora Harris va a Parigi di Anthony Fabian con Lesley Manville, Isabelle Huppert e Jason Isaacs, ambientato nella Parigi degli anni '40. Nello stesso anno è nella serie televisiva di Canal+ e Banijay Maria Antonietta, creata da Deborah Davis, in cui incarna Marie-Joséphine di Savoia.

## Filmografia parziale

### Cinema
- Il nastro bianco (Das weiße Band - Eine deutsche Kindergeschichte), regia di Michael Haneke (2009)
- Il monaco (Le Moine), regia di Dominik Moll (2011)
- 17 ragazze (17 filles), regia di Delphine e Muriel Coulin (2011)
- Augustine, regia di Alice Winocour (2012)
- Michael Kohlhaas, regia di Arnaud des Pallières (2012)
- Mary Queen of Scots, regia di Thomas Imbach (2013)
- Respire, regia di Mélanie Laurent (2014)
- La famiglia Bélier (La Famille Bélier), regia di Éric Lartigau (2014)
- Évolution, regia di Lucile Hadžihalilović (2015)
- Amanti (Amants), regia di Nicole Garcia (2020)
- Narciso e Boccadoro (Narziss und Goldmund), regia di Stefan Ruzowitzky (2020)
- La signora Harris va a Parigi (Mrs. Harris Goes to Paris), regia di Anthony Fabian (2022)
- Le Déluge - Gli ultimi giorni di Maria Antonietta, regia di Gianluca Jodice (2024)

### Televisione
- I testimoni (Les témoins) – serie TV, 6 episodi (2014)
- Riviera – serie TV, 20 episodi (2017-2019)
- Germanized – serie TV (2018)
- Profumo – serie TV, episodio 1x04 (2018)
- Maria Antonietta (Marie Antoinette) – serie TV, 15 episodi (2022-in corso)
- Der Schatten, regia di Nina Vukovic – miniserie TV (2023)
- Cristóbal Balenciaga, regia di Aitor Arregi, Jon Garaño e Jose Mari Goenaga – miniserie TV, puntata 2 (2024)
- Interview with the Vampire – serie TV, 4 episodi (2024)
- Tatort – serie TV, episodio 1302 (2025)

## Doppiatrici italiane
Nelle versioni in italiano delle opere in cui ha recitato, Roxane Duran è stata doppiata da:
- Lucrezia Marricchi ne La famiglia Bélier, Riviera, Le Déluge - Gli ultimi giorni di Maria Antonietta
- Elena Perino ne Il nastro bianco, Amanti, Maria Antonietta
- Ilaria Giorgino in 17 ragazze
- Sabine Cerullo in La signora Harris va a Parigi